# Saison 9 de Blacklist
Chronologie
Saison 8 Saison 10
Cet article présente le résumé des épisodes de la neuvième saison de la série télévisée américaine Blacklist.

## Généralités
Le 26 janvier 2021, NBC annonce le renouvellement de la série pour une neuvième saison pour un début de diffusion le 21 octobre 2021,. Cette saison sera diffusée le jeudi soir à 20 h. Fin septembre 2021, il est annoncé que cette neuvième saison se déroulera deux ans après les événements de la précédente, qui a marqué les départs successifs de l'actrice principale Megan Boone, qui incarnait le rôle d'Elizabeth Keen depuis les débuts de la série en 2013, mais aussi de son showrunner, Jon Bokenkamp, cédant sa place à John Eisendrath, qui officiait déjà dans l'équipe de production et d'écriture depuis le lancement de la série.
Cette neuvième saison marquera les départs de Amir Arison, interprète d'Aram Mojtabai et de Laura Sohn, interprète d'Alina Park. Arison incarnait le rôle depuis ses débuts, en tant que récurrent durant les deux premières saisons puis comme acteur principal à partir de la troisième saison, tandis que Sohn était récurrente durant la septième saison, avant de devenir actrice principale à partir de la huitième saison.
En France, la neuvième saison sera diffusée pour la première fois sur Netflix, qui sera disponible dès le 31 mai 2023. Finalement la saison 9 est disponible depuis le 31 mars 2023. C est la première fois que le service de vidéo à la demande diffuse des épisodes inédits de la série en France, alors que c'était Série Club, puis TF1 en clair, qui les diffusaient avant d'être sur Netflix. Série Club diffusera l'intégralité de la saison 9 à partir du 29 juin 2023 à raison de quatre épisodes par soir dès 21 h.

## Distribution

### Acteurs principaux
- James Spader (VF : Pierre-François Pistorio) : Raymond « Red » Reddington
- Diego Klattenhoff (VF : Alexandre Gillet) : Donald Ressler
- Harry Lennix (VF : Thierry Desroses) : Harold Cooper
- Amir Arison (VF : Laurent Larcher) : Aram Mojtabai
- Hisham Tawfiq (VF : Frantz Confiac) : Dembe Zuma
- Laura Sohn (VF : Geneviève Doang) : Alina Park

### Acteurs récurrents et invités
- Karina Arroyave (VF : Déborah Claude) : Mierce Xiu (épisodes 1, 2, 4, 5, 8, 19 à 21)
- Diany Rodriguez (VF : Camille Ravel) : Weecha Xiu (épisodes 3 à 6, 8, 9, 20 et 21)
- Valarie Pettiford (VF : Brigitte Berges) : Charlene Cooper (épisodes 4, 5, 16, 22)
- Sami Bray : Agnes Keen (épisodes 3, 6, 9, 12, 16, 22)
- Fisher Stevens (VF : Nicolas Marié) : Marvin Gerard (épisodes 9, 10, 15, 20, 21 et 22)
- Mozhan Marnò (VF : Anne Dolan) : Samar Navabi (épisode 19)
- Chin Han (VF : William Coryn) : Wujing (épisode 22)

## Liste des épisodes

### Épisode 1:L'Ecorcheur
- États-Unis : 21 octobre 2021 sur NBC
- France : 31 mars 2023 sur Netflix

- États-Unis : 3,07 millions de téléspectateurs[8] (première diffusion)

- Patrick Murney (The Skinner/Graeme Anderson)
- Matt Malloy (Vincent Duke)
- David Zayas (Manny Soto)
- Fernando Chien (en) (Chen Yu-Lan)
- Leonard Wu (Kuo Pai-Han)
- Jared Canfield (Nick Faria)
- Jordan Lage (Henry Conroy)
- Jerry Dixon (un journaliste TV)
- Karina Arroyave (Mierce Xiu)
- Michael Schantz (Portnoy)

- À partir de cet épisode, les photos de Megan Boone apparaissant au générique d'ouverture ont été remplacés par ceux d'Hisham Tawfiq[9].

### Épisode 2:L'Ecorcheur -2epartie
- États-Unis : 28 octobre 2021 sur NBC
- France : 31 mars 2023 sur Netflix

- États-Unis : 2,81 millions de téléspectateurs[10] (première diffusion)

- Patrick Murney (The Skinner/Graeme Anderson)
- Deirdre Lovejoy (Cynthia Panabaker)
- Fernando Chien (en) (Chen Yu-Lan)
- Leonard Wu (Kuo Pai-Han)
- Karina Arroyave (Mierce Xiu)
- Michael Schantz (Portnoy)
- Matt Malloy (Vincent Duke)

### Épisode 3:La CPS
- États-Unis : 4 novembre 2021 sur NBC
- France : 31 mars 2023 sur Netflix

- États-Unis : 3,09 millions de téléspectateurs[11] (première diffusion)

- Stacy Keach (Robert Vesco)
- Sami Bray (Agnes Keen)
- Tom Mardirosian (Hashem Mojtabaï)
- Joanna Glushak (Naamah Mojtabaï)
- Jared Canfield (Nick Faria)
- Diany Rodriguez (Weecha Xiu)

### Épisode 4:L'Ange vengeur
- États-Unis : 11 novembre 2021 sur NBC
- France : 31 mars 2023 sur Netflix

- États-Unis : 2,99 millions de téléspectateurs[12] (première diffusion)

- Annabella Sciorra (Michaela Bellucci/The Avenging Angel)
- Valarie Pettiford (Charlène Cooper)
- Aida Turturro (Heddie Hawkins)
- Karina Arroyave (Mierce Xiu)
- Diany Rodriguez (Weecha Xiu)
- Yosef Kasnetzkov (Alexei Nikovich)

### Épisode 5:Benjamin T. Okara
- États-Unis : 18 novembre 2021 sur NBC
- France : 31 mars 2023 sur Netflix

- États-Unis : 2,94 millions de téléspectateurs[13] (première diffusion)

- Corey Allen (Benjamin T. Okara)
- Colby Lewis (Peter Simpson)
- Valarie Pettiford (Charlene Cooper)
- Karina Arroyave (Mierce Xiu)
- Diany Rodriguez (Weecha Xiu)

### Épisode 6:Dr Roberta Sand
- États-Unis : 9 décembre 2021 sur NBC
- France : 31 mars 2023 sur Netflix

- États-Unis : 2,89 millions de téléspectateurs[14] (première diffusion)

- Enid Graham (Dr. Sand/Eleanor Russo)
- Sami Bray (Agnes Keen)
- Danny Mastrogiorgio (Lew Sloan)
- Colby Lewis (Peter Simpson)
- Diany Rodriguez (Weecha Xiu)
- Gregory Korostisvechsky (Vladmir Cvetko)

### Épisode 7:Entre le sommeil et le réveil
- États-Unis : 6 janvier 2022 sur NBC
- France : 31 mars 2023 sur Netflix

- États-Unis : 3,53 millions de téléspectateurs[15] (première diffusion)

- Duvall O'Steen (Belinda)
- Kimberli Flores (Lauren)
- Sean Stolzen (Max)
- Michael Rodrick (Shane)
- Curzon Dobell (Dr Sutton)
- Dean Scott Vazquez (Theodore)
- Anthony M.Bertram (Willy)

- Cet épisode est le treizième de la série à ne pas avoir de numéro dans son titre.

### Épisode 8:Dr Razmik Maier
- États-Unis : 13 janvier 2022 sur NBC
- France : 31 mars 2023 sur Netflix

- États-Unis : 3,41 millions de téléspectateurs[16] (première diffusion)

- Henry Stram (Dr. Razmik Maier)
- Karina Arroyave (Mierce Xiu)
- Sarah Daley-Charles (Loreen Rhode)
- Josh Cooke (Walker Burgos)
- Rubén Flores (Herman de Leon)
- Steven Good (Sam Rohde)
- Diany Rodriguez (Weecha Xiu)
- Danny Mastrogiorgio (Lew Sloan)

### Épisode 9:Boukman Baptiste
- États-Unis : 20 janvier 2022 sur NBC
- France : 31 mars 2023 sur Netflix

- États-Unis : 3,43 millions de téléspectateurs[17] (première diffusion)

- Gbenga Akinnagbe (Boukman Baptiste)
- Sami Bray (Agnes Keen)
- Jonathan Holtzman (Chuck)
- Danaya Esperanza (Isabella Zuma)
- Fisher Stevens (Marvin Gerard)
- Diany Rodriguez (Weecha Xiu)
- Genson Blimline (Morgan)

### Épisode 10:Arcane Wireless
- États-Unis : 25 février 2022 sur NBC
- France : 31 mars 2023 sur Netflix

- États-Unis : 2,94 millions de téléspectateurs[18] (première diffusion)

- Garry Pastore (Alonso Lyon)
- Lance Daniels (Randy Dixon)
- Kim Fisher (Ausa)
- Jeremy Davidson (The Seer)
- Fisher Stevens (Marvin Gerard)
- Aida Turturro (Heddie Hawkins)

### Épisode 11:Le Conglomérat
- États-Unis : 4 mars 2022 sur NBC
- France : 31 mars 2023 sur Netflix

- États-Unis : 2,72 millions de téléspectateurs[19] (première diffusion)

- Will Stout (John Richter)
- Teddy Coluca (Mr Brimley)
- Colby Lewis (Peter Simpson)
- Lee Avant (Diener)
- Leah Loftin (Helen Field)
- Jud Meyers (Michael Simmons)

### Épisode 12:Le Patron
- États-Unis : 18 mars 2022 sur NBC
- France : 31 mars 2023 sur Netflix

- États-Unis : 2,63 millions de téléspectateurs[20] (première diffusion)

- Craig Bierko (The Chairman)
- Sami Bray (Agnes Keen)
- Danny Mastrogiorgio (Lew Sloan)
- Joe Carroll (Andrew)
- Lucy Walters (Felicia Dawson)
- Tiffany Rachelle Stewart (Laren McVay)
- Tom O'Keefe (Ray King)
- Meredith Travers (Tsiona Stern)

### Épisode 13:Genuine Models, Inc.
- États-Unis : 25 mars 2022 sur NBC
- France : 31 mars 2023 sur Netflix

- États-Unis : 2,71 millions de téléspectateurs[21] (première diffusion)

- Joely Richardson (Cassandra Bianchi)
- Mike Houston (Détective Heber)
- Danny Mastrogiorgio (Lew Sloan)
- Ryan Williams (Billy Burton)
- Camila Cano-Flavia (Everly Grant)
- Emily Skinner (Frederica Carrellas)
- Blake DeLong (Gordon Graham)

### Épisode 14:Eva Mason
- États-Unis : 1er avril 2022 sur NBC
- France : 31 mars 2023 sur Netflix

- États-Unis : 2,92 millions de téléspectateurs[22] (première diffusion)

- Stephanie Kurtzuba (Eva Mason)
- Deirdre Lovejoy (Cynthia Panabaker)
- Teddy Coluca (Mr Brimley)
- Deidre Goodwin (Emily Wright)
- Alexandra Bradley (Charlotte Panabaker)
- John Anthony Gorman (Marshall Panabaker)

### Épisode 15:Andrew Kennison
- États-Unis : 8 avril 2022 sur NBC
- France : 31 mars 2023 sur Netflix

- États-Unis : 3,06 millions de téléspectateurs[23] (première diffusion)

- Joe Carroll (Andrew Kennison)
- Jonathan Holtzman  (Chuck)
- Deirdre Lovejoy (Cynthia Panabaker)
- Danny Mastrogiorgio (Lew Sloan)
- Fisher Stevens (Marvin Gerard)
- Arash DeMaxi (Marcus Hayes)

### Épisode 16:Helen Maghi
- États-Unis : 15 avril 2022 sur NBC
- France : 31 mars 2023 sur Netflix

- États-Unis : 2,85 millions de téléspectateurs[24] (première diffusion)

- Anna Khaja (Helen Maghi)
- Deirdre Lovejoy (Cynthia Panabaker)
- Sami Bray (Agnes Keen)
- Valarie Pettiford (Charlène Cooper)
- Danny Mastrogiorgio (Lew Sloan)
- Joseph Melendez (Mateo Desoto)

### Épisode 17:El Conejo
- États-Unis : 22 avril 2022 sur NBC
- France : 31 mars 2023 sur Netflix

- États-Unis : 3,26 millions de téléspectateurs[25] (première diffusion)

- Carlos Gomez (Don Francisco Luis Marquez dit El Conejo)
- Teddy Coluca (Teddy Brimley)
- Joanna Glushak (Naamah Mojtabaï)
- Jared Canfield (Nick Faria)
- Andres Borda (Antonio)
- Chris McCarrell (Braxton Scripps)

### Épisode 18:Laszlo Jankowics
- États-Unis : 29 avril 2022 sur NBC
- France : 31 mars 2023 sur Netflix

- États-Unis : 3,09 millions de téléspectateurs[26] (première diffusion)

- Alexander Pobutsky (Laszlo Jankowics aka “Oroszlan”)
- Fisher Stevens (Marvin Gerard)
- Gerardo Rodriguez (Rogelio)
- Teddy Coluca (Teddy Brimley)
- Genson Blimline (Morgan)
- Winsome Brown (Clara Moore)
- Ben Thompson (Sebastian Graham)
- Natasha A. Murray (Michelle Lacroix)

### Épisode 19:Le Masque d'ours
- États-Unis : 6 mai 2022 sur NBC
- France : 31 mars 2023 sur Netflix

- États-Unis : 2,76 millions de téléspectateurs[27] (première diffusion)

- Karina Arroyave (Mierce Xiu)
- Mozhan Marnò (Samar Navabi)
- Gregory Korostishevsky (Vladmir Cvetko)
- Montego Glover (Dr. Idigbe)
- Natasha A. Murray (Michelle Lacroix)
- Mario Peguero ( Santiago)

- Cet épisode, marquant le retour en invitée de Mozhan Marnò dans le rôle de Samar Navabi (après son départ de la série au milieu de la sixième saison), est le quatorzième de la série à ne pas avoir de numéro dans son titre.

### Épisode 20:La Banque Caelum
- États-Unis : 13 mai 2022 sur NBC
- France : 31 mars 2023 sur Netflix

- États-Unis : 2,76 millions de téléspectateurs[28] (première diffusion)

- Aida Turturro (Heddie Hawkins)
- Karina Arroyave (Mierce Xiu)
- Diany Rodriguez (Weecha Xiu)
- Fisher Stevens (Marvin Gerard)
- Teagle F.Bougere (Tyson Lacroix)
- Natasha A.Murray (Michelle Lacroix)

### Épisode 21:Marvin Gerard,1repartie
- États-Unis : 20 mai 2022 sur NBC
- France : 31 mars 2023 sur Netflix

- États-Unis : 2,70 millions de téléspectateurs[29] (première diffusion)

- Fisher Stevens (Marvin Gerard)
- Jonathan Holtzman (Chuck)
- Lukas Hassel (Vandyke)
- Ross Partridge (Reggie Cole)
- Karina Arroyave (Mierce Xiu)
- Diany Rodriguez (Weecha Xiu)
- Teagle F.Bougere (Tyson Lacroix)

### Épisode 22:Marvin Gerard -2epartie
- États-Unis : 27 mai 2022 sur NBC
- France : 31 mars 2023 sur Netflix

- États-Unis : 2,82 millions de téléspectateurs[30] (première diffusion)

- Fisher Stevens (Marvin Gerard)
- Sami Bray (Agnes Keen #1)
- Hazel Mason (Agnes Keen #2)
- Shelley Thomas-Harts (Abby Finch)
- Lana Young (Carolyn Marquez)
- Valarie Pettiford (Charlene Cooper)
- Jonathan Holtzman (Chuck)
- Chin Han (Wujing)
- Deirdre Lovejoy (Cynthia Panabaker)

- Cet épisode marque le départ d'Amir Arison (Aram Mojtabai) et de Laura Sohn (Alina Park).

## Audiences

### Aux États-Unis
La neuvième saison a été suivie en moyenne par 4,77 millions de téléspectateurs.
| no d'épisode | Titre original                             | Date de diffusion originale | Taux sur les 18-49 ans (en %) | Taux sur les 18-49 ans (en %) | Taux sur les 18-49 ans (en %) | Audience (en millions de téléspectateurs) | Audience (en millions de téléspectateurs) | Audience (en millions de téléspectateurs) |
| no d'épisode | Titre original                             | Date de diffusion originale | TV                            | DVR                           | Total                         | TV                                        | DVR                                       | Total                                     |
| ------------ | ------------------------------------------ | --------------------------- | ----------------------------- | ----------------------------- | ----------------------------- | ----------------------------------------- | ----------------------------------------- | ----------------------------------------- |
| 1            | The Skinner (No. 45)                       | 21 octobre 2021             | 0,4                           | 03                            | 0.7                           | 3,07                                      | 2,02                                      | 5,09                                      |
| 2            | The Skinner: Conclusion (No. 45)           | 28 octobre 2021             | 0,3                           | 0,3                           | 0,6                           | 2,81                                      | 1,96                                      | 4,77                                      |
| 3            | The SPK (No. 178)                          | 4 novembre 2021             | 0,3                           | 0,3                           | 0,6                           | 3,09                                      | 1.85                                      | 4.95                                      |
| 4            | The Avenging Angel (No. 49)                | 11 novembre 2021            | 0,3                           | 0,3                           | 0,9                           | 2,99                                      | 1,91                                      | 4,90                                      |
| 5            | Benjamin T. Okara (No. 183)                | 18 novembre 2021            | 0,3                           | 0,3                           | 0,6                           | 2,94                                      | 1,88                                      | 4,82                                      |
| 6            | Dr Roberta Sand, Ph.D (No. 153)            | 9 décembre 2021             | 0,3                           | 0,2                           | 0,5                           | 2,89                                      | 1,86                                      | 4,76                                      |
| 7            | Between Sleep & Awake                      | 6 janvier 2022              | 0,4                           | 0,2                           | 0,6                           | 3,53                                      | 1,82                                      | 5,35                                      |
| 8            | Dr. Razmik Maier (No. 168)                 | 13 janvier 2022             | 0,4                           | 0,2                           | 0,6                           | 3,41                                      | 2,0                                       | 5,41                                      |
| 9            | Boukman Baptiste                           | 20 janvier 2022             | 0,4                           | 0,2                           | 0,6                           | 3,43                                      | 1,55                                      | 4,98                                      |
| 10           | Arcane Wireless (No. 154)                  | 25 février 2022             | 0,3                           | 0,2                           | 0,5                           | 2,94                                      | 1,88                                      | 4.82                                      |
| 11           | The Conglomerate (No. 142)                 | 4 mars 2022                 | 0,3                           | 0,2                           | 0,5                           | 2,72                                      | 1,64                                      | 4,35                                      |
| 12           | The Chairman (No. 171)                     | 18 mars 2022                | 0,2                           | 0,3                           | 0,5                           | 2,63                                      | 1,74                                      | 4,37                                      |
| 13           | Genuine Models, Inc. (No. 176)             | 25 mars 2022                | 0,2                           | 0,2                           | 0,5                           | 2,71                                      | 1,76                                      | 4.46                                      |
| 14           | Eva Mason (No. 181)                        | 1er avril 2022              | 0,2                           | 0,2                           | 0,4                           | 2,92                                      | 1,60                                      | 4,52                                      |
| 15           | Andrew Kennison (No. 185)                  | 8 avril 2022                | 0,3                           | 0,2                           | 0,5                           | 3,06                                      | 1,72                                      | 4,78                                      |
| 16           | Helen Maghi (No. 172)                      | 15 avril 2022               | 0,3                           | 0,2                           | 0,5                           | 2,85                                      | 1,68                                      | 4,52                                      |
| 17           | El Conejo (No. 177)                        | 22 avril 2022               | 0,3                           | 0,2                           | 0,5                           | 3,26                                      | 1, 67                                     | 4,93                                      |
| 18           | Laszlo Jankowics (No. 180)                 | 29 avril 2022               | 0,2                           | 0,3                           | 0,5                           | 3,09                                      | 1,74                                      | 4,83                                      |
| 19           | The Bear Mask                              | 6 mai 2022                  | 0,3                           | 0,2                           | 0,5                           | 2,76                                      | 1,63                                      | 4,39                                      |
| 20           | Caelum Bank (No. 169)                      | 13 mai 2022                 | 0,2                           | 0,2                           | 0,4                           | 2,76                                      | 1,73                                      | 4,49                                      |
| 21           | Marvin Gerard, Conclusion: Part 1 (No. 80) | 20 mai 2022                 | 0,2                           | 0,3                           | 0,5                           | 2,72                                      | 1.56                                      | 4,28                                      |
| 22           | Marvin Gerard, Conclusion: Part 2 (No. 80) | 27 mai 2022                 | 0,2                           | indeterminé                   | indeterminé                   | 2,82                                      | indeterminé                               | indeterminé                               |